# Abbaye de Gars
L'abbaye de Gars est une abbaye à l'origine bénédictine et depuis 1858 de rédemptoristes à Gars am Inn, dans le Land de Bavière et l'archidiocèse de Munich et Freising.

## Histoire
L'abbaye est fondée en 768 par Tassilon III de Bavière sous le nom de Cella Garoz. Les bénédictins sont présents de 1122 à 1803 ; lors de la dissolution au cours de la sécularisation en Bavière, il est un stift des chanoines réguliers de saint Augustin. L'église baroque, construite sous la direction de Christoph Zuccalli avec ses deux cousins Kaspar (de) et Enrico de Roveredo dans les Grisons, est considérée comme la première église baroque sur le sol allemand. Aucun bâtiment n'est démoli lors de la sécularisation. En 1858, les rédemptoristes s'installent. De 1907 à 1973, Gars abrite un collège philosophico-théologique pour les rédemptoristes de Munich. Le complexe abrite également les salles d'enseignement et d'administration d'un lycée (de) et d'un institut de formation des enseignants. Dans l'église abbatiale se trouve la tombe du rédemptoriste Kaspar Stangassinger, béatifié en 1988.
Le célèbre peintre moine Max Schmalzl, connu comme le Fra Angelico bavarois, vit et travaille dans le monastère de 1871 jusqu'à sa mort en 1930.
La mystique bavaroise Louise Beck meurt au monastère en 1879. Elle a une grande influence sur les membres de l'abbaye et la politique de l'Église de Bavière.

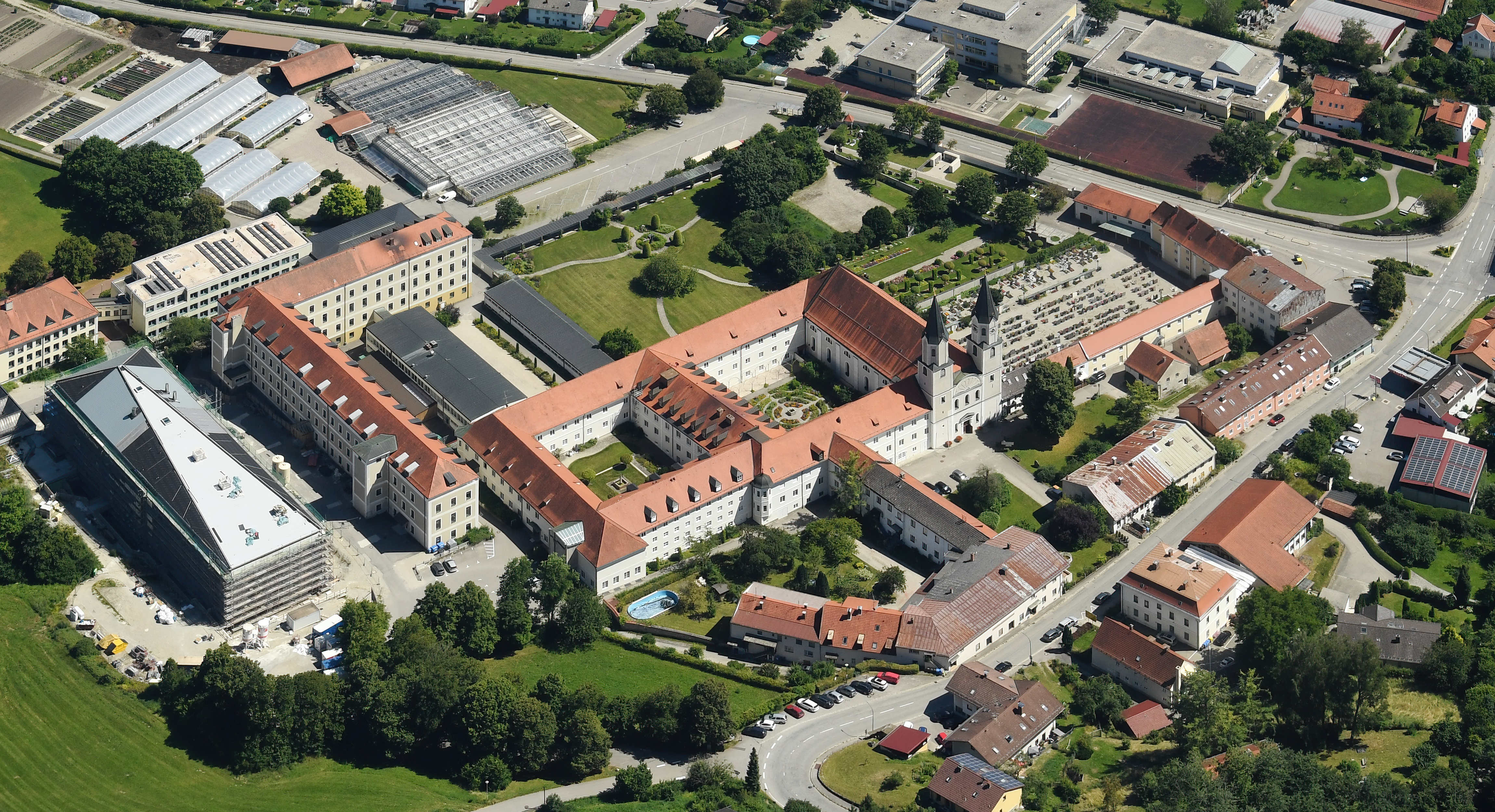
Vue aérienne de l'abbaye

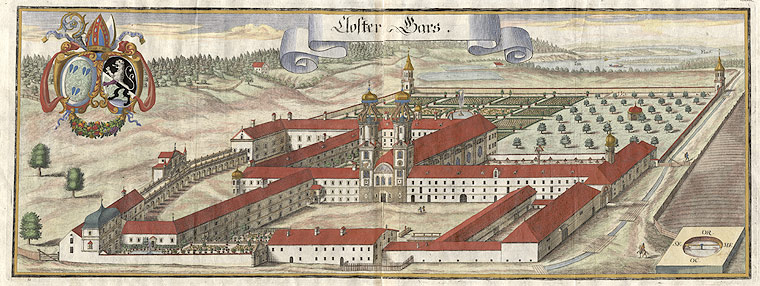
Gravure de l'abbaye de Gars par Michael Wening dans son Historico-Topographica Descriptio (1721-1726).